# Марсийи-ле-Айе
Марсийи́-ле-Эйе́ (фр. Marcilly-le-Hayer) — коммуна во Франции, находится в регионе Шампань — Арденны. Департамент — Об. Административный центр кантона Марсийи-ле-Эйе. Округ коммуны — Ножан-сюр-Сен.
Код INSEE коммуны — 10223.
Коммуна расположена приблизительно в 110 км к юго-востоку от Парижа, в 90 км юго-западнее Шалон-ан-Шампани, в 33 км к западу от Труа.

## Население
Население коммуны на 2008 год составляло 667 человек.
| 1962 | 1968 | 1975 | 1982 | 1990 | 1999 | 2008 |
| ---- | ---- | ---- | ---- | ---- | ---- | ---- |
| 416  | 464  | 471  | 582  | 630  | 702  | 667  |

## Администрация
| Период | Период | Фамилия       | Партия | Примечания |
| ------ | ------ | ------------- | ------ | ---------- |
| 2001   | 2005   | Жозе Анссан   |        |            |
| 2005   | 2012   | Жермен Дуин   |        |            |
| 2012   | 2014   | Жан-Мари Камю |        | фермер     |

## Экономика
В 2007 году среди 389 человек в трудоспособном возрасте (15—64 лет) 265 были экономически активными, 124 — неактивными (показатель активности — 68,1 %, в 1999 году было 65,9 %). Из 265 активных работали 231 человек (140 мужчин и 91 женщина), безработных было 34 (17 мужчин и 17 женщин). Среди 124 неактивных 29 человек были учениками или студентами, 35 — пенсионерами, 60 были неактивными по другим причинам.

## Достопримечательности
- Два дольмена. Памятники истории с 1936 года[3][4]
- Церковь Марсийи-ле-Эйе (XII век). Памятник истории с 1977 года[5]
- Камни-мегалиты под названием «Галльская печь и бак». Памятник истории с 1959 года[6]